# Chartreuse de Fribourg-en-Brisgau
La chartreuse de Fribourg est un ancien monastère de l'ordre des Chartreux en Allemagne. Il se trouve à Waldsee, district de Fribourg-en-Brisgau dans le Bade-Wurtemberg. La chartreuse porte aussi le nom de Mont-Saint-Jean-Baptiste (Sankt Johannis des Täufers Berg) en souvenir de la fondation de la première chartreuse, celle de la Grande Chartreuse, près de Grenoble, le jour de la Saint Jean, le 24 juin ; et également en hommage à son fondateur dont saint Jean-Baptiste était le patron, Johannes Snewlin, dit der Gresser.

## Histoire
La chartreuse est fondée en 1345 par le chevalier Johannes Snewlin, bourgmestre de Fribourg issu d'une famille patricienne fameuse. Les débuts sont modestes avec seulement deux cellules de moines, puis cinq en 1347 à la mort du fondateur. Le petit domaine qui lui est légué se trouve le long de la rivière Mussbach en-dessous de Sainte-Odile. Bientôt le nombre de cellules s'élève à douze comme il est de règle chez les chartreux. Au début du XVIe siècle, l'église est construite en style gothique tardif, ainsi que le réfectoire des moines (pour les dimanches et jours de fête, les repas étant pris en cellule les jours de semaine). Les vitraux de l'église sont remarquables et sont du pinceau de Hans Baldung.
La chartreuse a pu maintenir des liens étroits avec l'université de Fribourg lorsqu'elle était florissante. Gregor Reisch en est le prieur de 1502 à 1525 ; c'est un représentant important de l'École scolastique tardive qui était professeur à l'université de Fribourg et ami d'Érasme. La chartreuse soutenait les étudiants pauvres et en retour recevait des donations, ainsi que des vocations issues des cercles gravitant autour de l'université.
Le monastère acquiert peu à peu une bibliothèque importante, notamment grâce à ses liens avec l'université et aux dons de livres par les nouveaux entrants, ainsi que des legs de membres de l'université et du clergé local. Ainsi en 1537, la chartreuse hérite de 390 livres environ issus de la bibliothèque d'Ottmar Nachtgall, ainsi que de son domaine.
Les terribles ravages de la guerre de Trente Ans et les pillages de l'armée suédoise causent des dommages irréparables. La chartreuse ne retrouvera plus sa prospérité. Les chartreux de Fribourg s'enfuient à la chartreuse d'Ittingen en Suisse. Entre 1753 et 1756, le prieur fait construire une grande cour de style baroque, juste en face des cellules médiévales, comprenant trois ailes, pour accueillir les prélats en visite, ainsi qu'une hôtellerie pour les visiteurs. La tentative du prieur de s'arroger le rang d'un haut prélat provoque une révolte interne qui est jugulée en 1781, après que la chartreuse eut souffert d'un incendie l'année précédente. Mais c'est le glas de la chartreuse, en effet Joseph II décide de supprimer tous les ordres et les congrégations n'ayant pas de vocation éducative ou hospitalière et de s'attribuer leurs domaines agricoles. Les monastères cartusiens (plus d'une vingtaine) disparaissent définitivement de l'Empire en conséquence du joséphisme, doctrine du « despotisme éclairé » des Lumières. Le décret est émis le 13 février 1782 et les moines ont cinq mois pour quitter leur domaine. Le tout est confisqué et nationalisé, puis vendu. C'est le baron Franz Anton von Baden qui achète l'ancienne chartreuse en 1783. La bibliothèque est dispersée et seuls quelques incunables sont encore identifiés de nos jours et se trouvent à la bibliothèque de l'université de Fribourg.
Le baron von Baden fait de l'ancienne maison du prieur sa demeure résidentielle, les cloîtres et les cellules sont démolis pour laisser place à un grand parc à l'anglaise, mais l'église est préservée. Les magnifiques vitraux sont vendus à différentes églises des environs.
Entre 1895 et 1897 la propriété est transformée en maison de repos, filiale de l'hôpital du Saint-Esprit, et pouvant accueillir deux cents personnes âgées pauvres. En 1897, Heinrich Hansjakob (1837-1916), curé de Sankt Martin et écrivain renommé localement, y acquiert trois pièces grâce au bourgmestre Otto Winterer qui était président du comité de charité. Ces pièces sont conservées comme mémorial jusqu'en 2012.
La maison de repos déménage en 2008. La plupart des bâtiments composant l'ancienne chartreuse sont alors vides et se dégradent, jusqu'à ce qu'en 2014 le Robert Bosch College s'y installe avec une centaine d'élèves de différentes nationalités. Ce dernier fait partie du réseau United World Colleges.

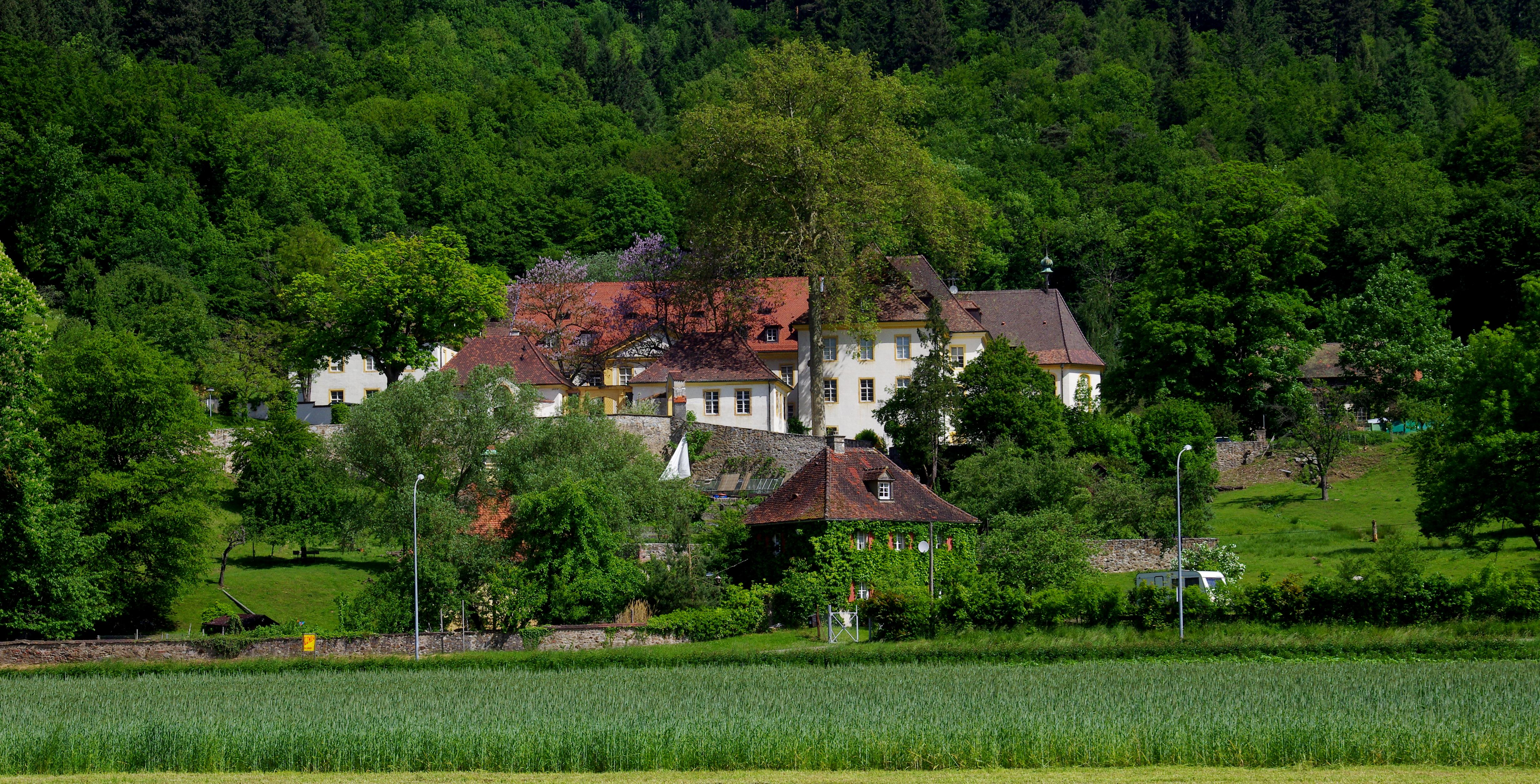
Ensemble
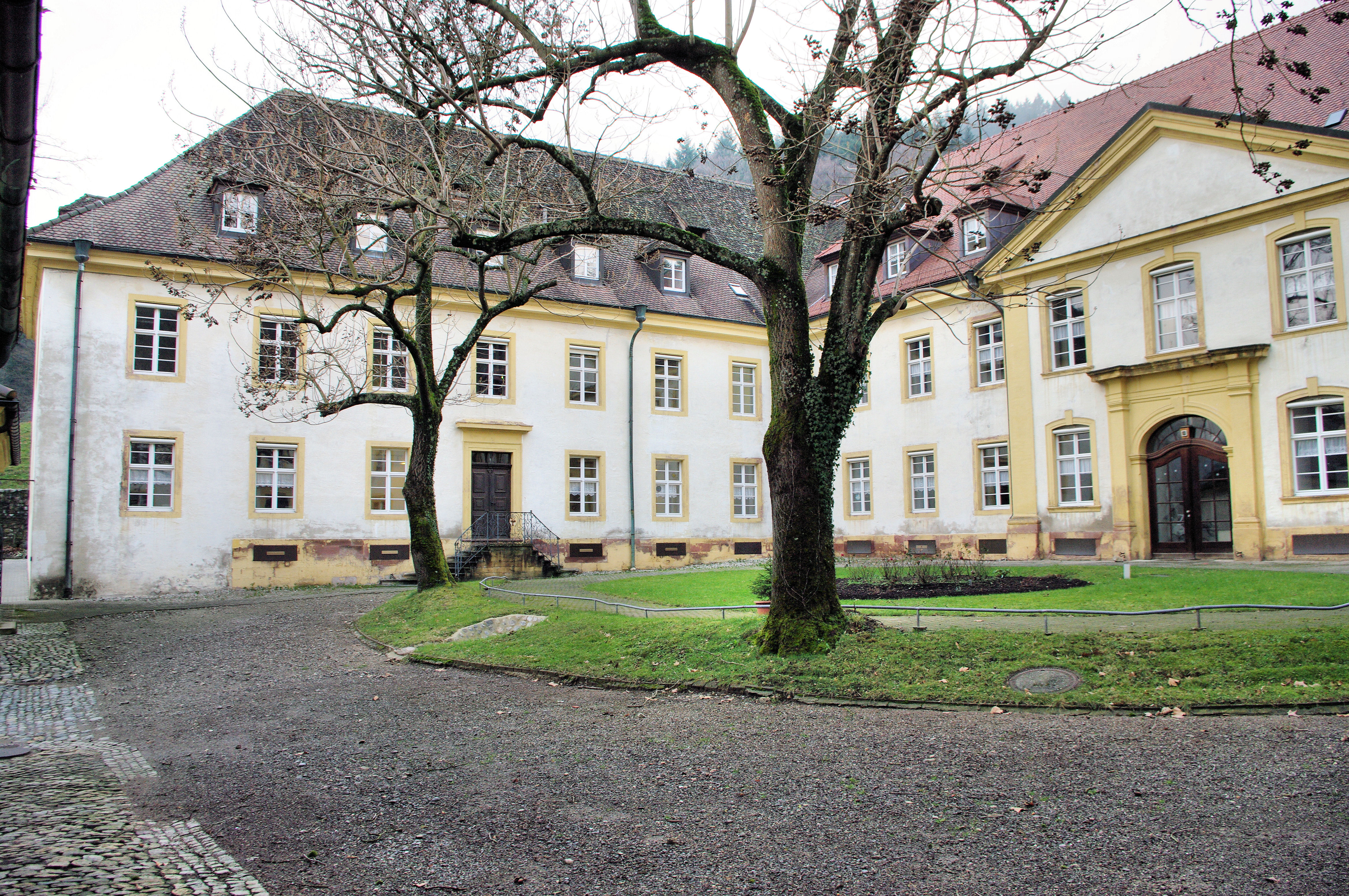
Cour intérieure
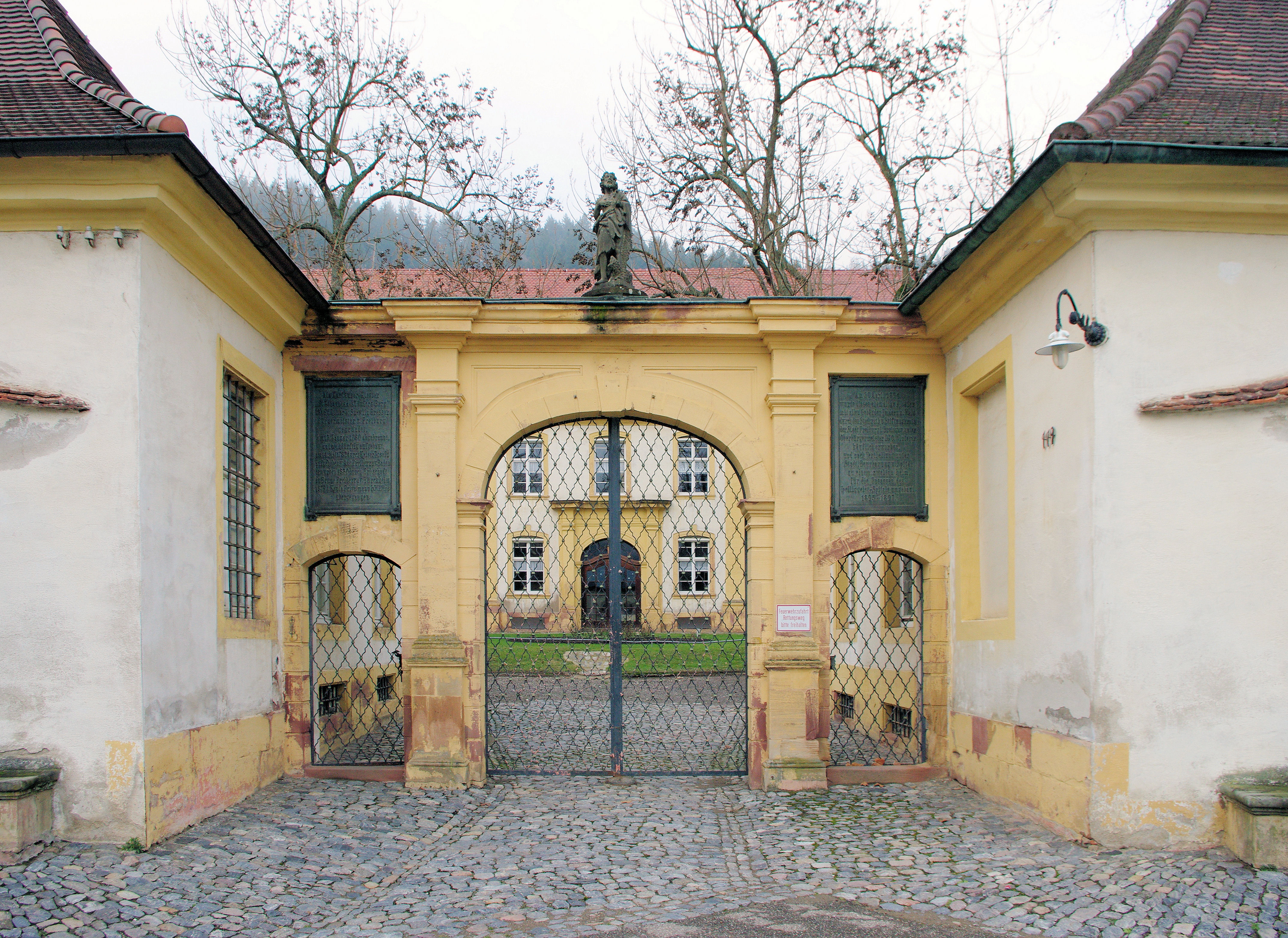
Entrée
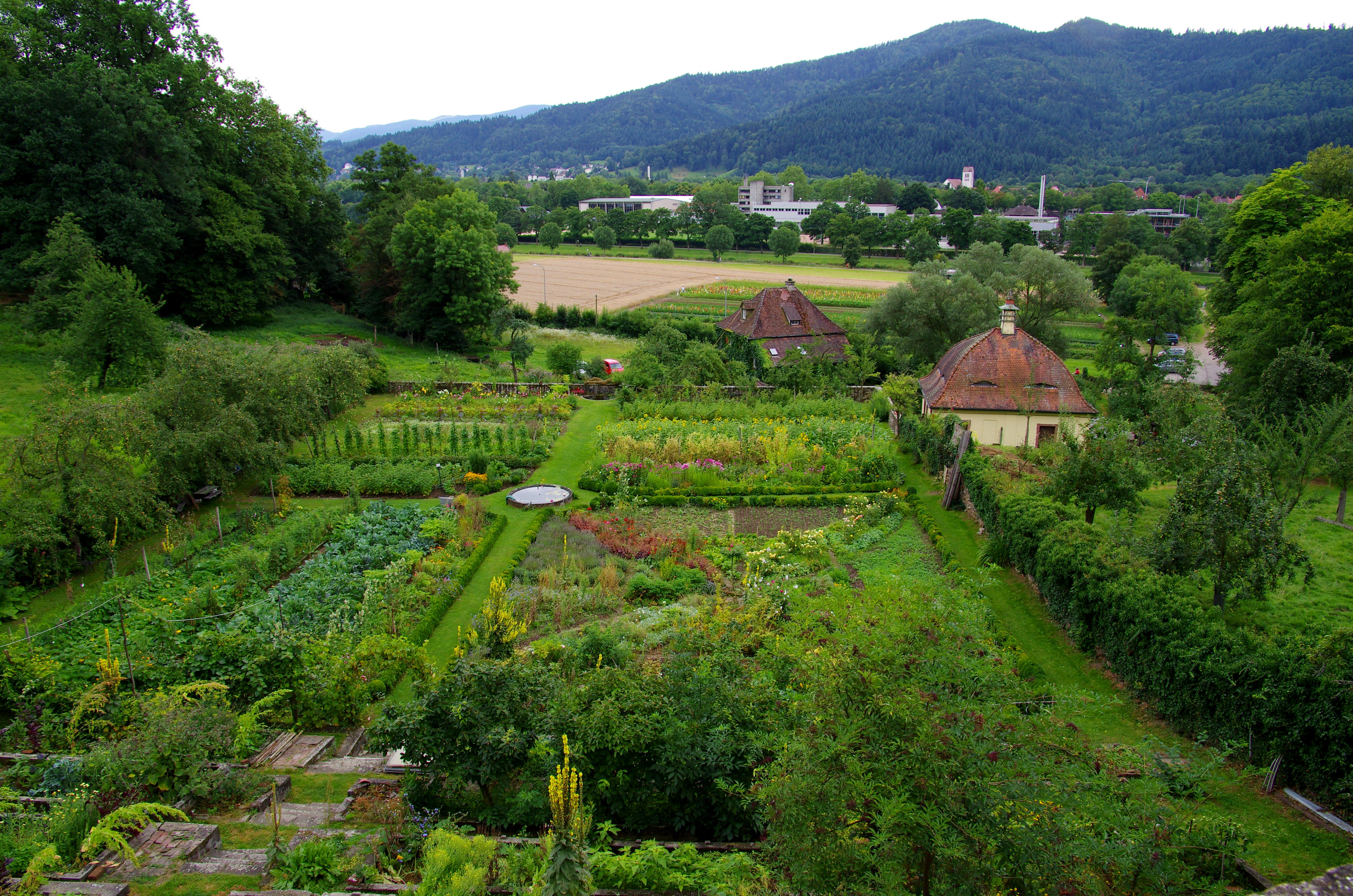
Jardin
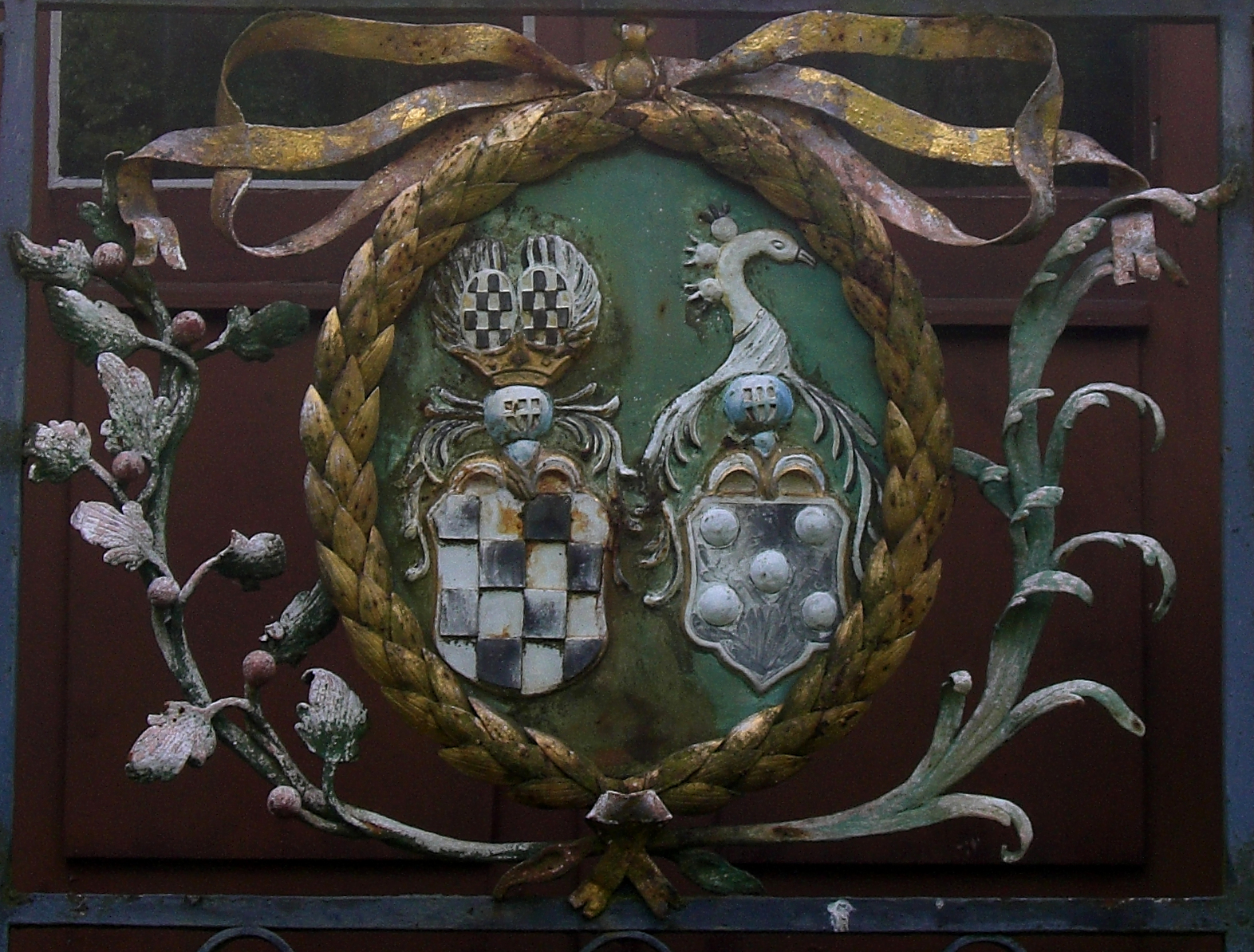
Blason

̹